# 緒形仁平
緒形 仁平（おがた にへい、1712年8月26日〈正徳2年7月25日〉 - 1796年5月19日〈寛政8年4月13日〉）は、日本の鉄山師。伯耆国黒坂の緒形家7代。諱は政直。四郎兵衛と称する。

## 人物
伯耆国黒坂（現・鳥取県日野郡日野町）の人。元文5年、宗旨庄屋、宝暦3年（1753年）、大庄屋となる。宝暦4年（1754年）8月、米300石差出し、翌宝暦5年の藩邸上屋敷類焼に際して畳2000枚差上げ、米子城修復米積立法により米1800石を積立てるよう命ぜられた時は、そのうち400石を自分で拠出する。さらに福田家からは、取替銀の利息として年々米20石を受ける。
殖産興業にも意を用い各地の開拓、水利の改良等に努力する。溝口町中祖はもと野上川と日野川筋との両川の中洲であって、荒蕪の地であったが、自ら巨費を投じて新たに堤防を築き、川筋を変更して多くの美田良圃を得る。
会見郡下河原村、福市村大字四日市、日野郡洲河崎村等にも緒形の開墾によってできた田地がある。四日市新田は「緒形新田」の名を有し、付近日野川沿岸百数十間にわたって「緒形土手」の名が残っている。